# Bandiera di Zanzibar
La bandiera di Zanzibar è stata adottata il 9 gennaio 2005. È un tricolore orizzontale blu, nero e verde con la bandiera della Tanzania nel cantone in alto a sinistra.

## Bandiere storiche

Bandiera del Sultanato di Zanzibar (19 ottobre 1856-27 agosto 1896)[senza fonte]
Bandiera del Sultanato di Zanzibar (27 agosto 1896-10 dicembre 1963)
Bandiera del Sultanato di Zanzibar (10 dicembre 1963-12 gennaio 1964)
Bandiera utilizzata da John Okello durante la Rivoluzione di Zanzibar.
Bandiera della Repubblica Popolare di Zanzibar
Bandiera della Tanzania usata come bandiera di Zanzibar (27 aprile 1964-8 gennaio 2005)